# 异叶格树
异叶格树（学名：Osmanthus heterophyllus var. bibracteatus）为木犀科木犀属下的一个变种。

## 扩展阅读
- 維基物種上的相關：异叶格树